# Sogas

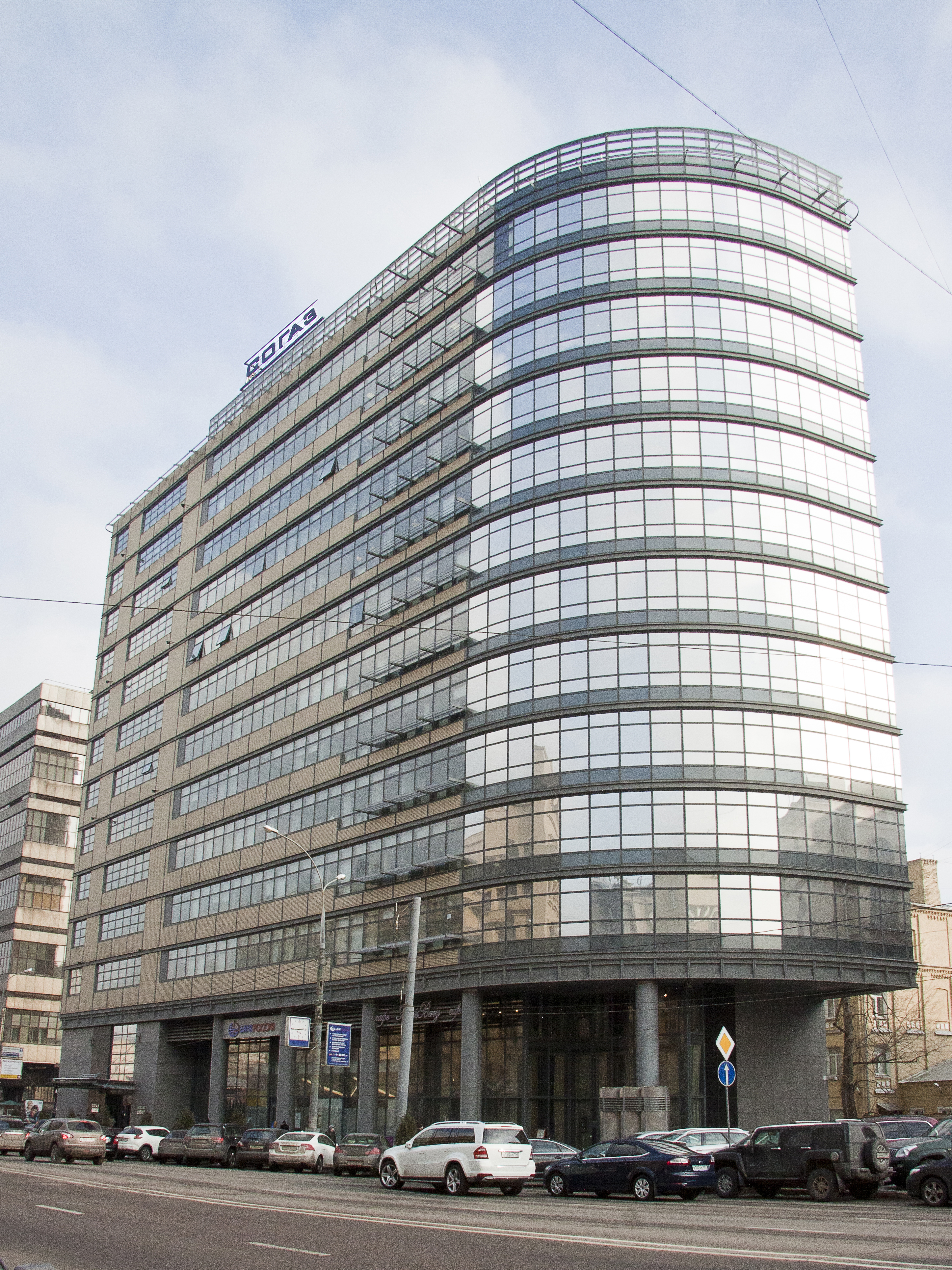
Sogas-Gebäude (2013)

Sogas (russisch Согаз, englisch SOGAZ) ist ein russisches Versicherungsunternehmen mit Sitz in Moskau.

## Geschichte und Hintergrund
Sogas wurde 1993 gegründet und gehörte lange Zeit mehrheitlich zur Bank Rossija, so dass es im Einflussbereich von Juri Kowaltschuk steht. Über seine Investmentgesellschaftstöchter ist das Unternehmen stark mit der russischen Wirtschaft verbunden. In den 2000er- und 2010er-Jahren wuchs das Unternehmen insbesondere durch Übernahmen, dabei wurden unter anderem die Versicherungszweige von Rosneft, Transneft, Alrosa und VTB übernommen.
Im Zuge der nach der russischen Annexion der Krim 2014 erfolgten Sanktionen wurde die Eigentümerstruktur neu geordnet, formal wurde von der Bank die Mehrheit an dem Versicherer, an dem auch Gazprom beteiligt ist, abgeben. Nach dem russischen Überfall auf die Ukraine 2022 war das Unternehmen erneut Gegenstand von Sanktionen.
Sogas gehörte als sogenannter Nationaler Förderer zu den Hauptsponsoren der in Moskau ausgetragenen FIFA-Beachsoccer-Weltmeisterschaft 2021.